# شجيع السيما (فلم)
 شجيع السيما  هو فيلم مصري أُنتج عام من إخراج علي رجب، وهو أول فيلم يخرجه.
قصة الفيلم مستوحاة من فيلم (The Hard Way) المُنتج عام 1991.

## ملخص الأحداث
تدور أحداث هذا الفيلم في إطار كوميدي حيث تامر وحيد ممثل في مجال أفلام العنف والحركة، وفجأة يتمرد على هذه النوعية من الأفلام والتي يفضلها دائما مخرجو وموزعو أفلامه، ويرى تقديم نوعية الأفلام الواقعية. يطلب تامر من مدير الأمن ترشيح أحد الضباط الأكفاء ليصاحبه ويستوعب منه طريقة تصرفاته، ودراسته للجرائم التي تحدث في المجتمع. يرشح له الضابط خالد الذي يتسم بالصرامة والحدة حتى مع زوجته والتي تكن كل تقدير لأعمال الممثل تامر، وتشاركها في ذلك طفلتها. خالد يتعقب مجموعة من اللصوص، وينجح في جمع الوثائق التي تدينهم، إلا أنهم استطاعوا بنفوذهم طرد خالد من خدمة الشرطة بل ومطاردته في حياته. في النهاية يعود الوئام بين خالد وزوجته من جهة، ومن جهة أخرى تتعمق صداقته مع الممثل تامر وحيد.

## الشخصيات
- أحمد آدم (تامر وحيد)
- ياسر جلال (خالد الشرقاوي)
- عبير صبري (حنان)
- فتحي عبد الوهاب
- فاتن شعبان (نسمه)
- عثمان محمد علي
- السعيد الروبي
- مجدي الحسيني
- عادل الفار
- أحمد عيد
- ناجي مسعد
- طلعت زكريا
- حنان يوسف
- هيام غنيم
- حسين حجاج
- حسان زهران
- تامر عبد المنعم
- فايق عزب
- فكرية محمد

## روابط خارجية
- مقالات تستعمل روابط فنية بلا صلة مع ويكي بيانات